# Culicoides boormani
Culicoides boormani är en tvåvingeart som beskrevs av Giles och Wirth 1985. Culicoides boormani ingår i släktet Culicoides och familjen svidknott. Inga underarter finns listade i Catalogue of Life.